# Monasterio de Dobrilovina
El monasterio de Dobrilovina ( en serbio: Добриловина ) es un monasterio ortodoxo serbio en Donja Dobrilovina, Mojkovac, norte de Montenegro. Se encuentra en la orilla izquierda del río Tara, en una región conocida como Potarje, al comienzo del cañón del río Tara , el cañón del río más profundo de Europa. La aldea de Dobrihnina (más tarde Dobrilovina) fue mencionada en un fuero de Nemanjić en 1253, aunque la mención más antigua conservada del monasterio se remonta a 1592, cuando las autoridades otomanas permitieron a los locales reconstruir su monasterio en Dobrilovina. En 1609, se terminó la actual iglesia permanente dedicada a San Jorge; Los frescos fueron terminados en 1613. Esta iglesia ha sido saqueada, abandonada, destruida y renovada varias veces desde su fundación. 

## Geografía
El monasterio se encuentra a la izquierda a orillas del río Tara, en una región conocida como Potarje, al comienzo del cañón del río Tara, que es el cañón de río más profundo de Europa.  El monasterio se encuentra dentro de la región tribal histórica de Šaranci, que incluye todo Potarje. El monasterio es el único que queda en esta región. Se encuentra cerca del bosque de Crna Poda. 

## Arquitectura
El monasterio fue construido en la escuela arquitectónica de Raška. En términos de rasgos arquitectónicos y espaciales, hay una similitud entre el Monasterio de Uvac, la Iglesia del Monasterio de la Anunciación en Ovčar Banja, el Monasterio de Pustinja, el Monasterio de Dobrilovina, el Monasterio de Majstorovina, el Monasterio de Tronoša y otros. El monasterio es de una sola nave y tiene un ábside de forma rectangular, y capillas de coro bajo a un lado, que aparecen como cruces en la planta baja. 

## Historia

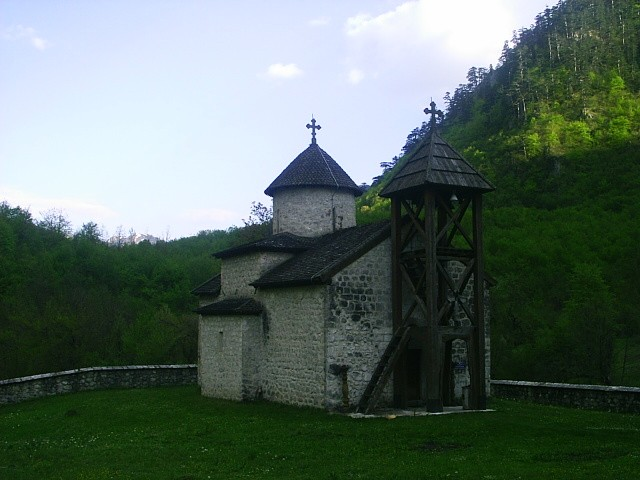

En el fuero de Ston (1253) de Stefan Uroš I,  el rey de Serbia, se mencionan los pueblos " Brskovo , Prostenija, Stričina, Gostilovina, Bistrica y las aldeas de Dobrihnina (más tarde Dobrilovina ) y Bjelojevina", y aún existen , todo en el municipio de Mojkovac.  En el último fuero de Lim se mencionan el "pueblo de Brskovja Prostjanja y las aldeas: Bistrica, Dobrihnina, Gostilovina, Stričina, Plavkovina, Selca, Jasenovo", las tres últimas no están identificadas, aunque es más probable que hayan sido aldeas de los pueblos mencionados anteriormente.  El nombre cambió con el tiempo en Dobrilovina.
Las fuentes más antiguas que mencionan el monasterio datan de 1592, cuando el Imperio Otomano emitió un ferman (decreto) que aprobaba la reconstrucción de una iglesia destruida por los lugareños.  La reconstrucción indica que el monasterio existió anteriormente, aunque no se sabe cuándo se construyó el monasterio original.  Según la tradición, había un templo más antiguo (храм) en el sitio, tan grande como el monasterio de Morača (que fue construido en 1252), y el hecho de que Dobrilovina recuerda a Morača, hace que se le llame Little Morača (Мала Морача).
Algunos creen que Dobrilovina también fue una donación de la dinastía Nemanjić.
La consagración de la iglesia tuvo lugar en 1594, cuando se mencionan como los hegumen a Janićije y duhovnik Zarija.  En el monasterio fue escrito unTheotokarion (Богородичник) que data de 1602; este manuscrito se llevó más tarde a Cetiña, desde donde se llevó a Rusia.
La iglesia, dedicada a San Jorge, se terminó en 1609 como una donación del hegumen Joakim y la hermandad monástica, que está atestiguada por la inscripción sobre la puerta de la nave.  Esto fue gracias al vojvoda (duque) Radič Milošević y al knezovi local (señor).  La pintura de los frescos de la iglesia se terminó en el año 1613.  En la época de la guerra de Creta (1645–69), Potarje y los territorios vecinos se rebelaron contra el Imperio Otomano.
En 1664 se escribió un menaion en el monasterio.  En 1673, los objetos de valor del monasterio de Ravna Reka ( Majstorovina ) fueron transferidos al monasterio de Dobrilovina.  Estos objetos de valor, incluidos los libros y los utensilios de la iglesia, entre los que se encontraban una antigua panagia, fueron posteriormente transferidos al Monasterio Nikoljac en Bijelo Polje.  En 1689, se construyó una célula. Algún tiempo después de 1699, las reliquias del Arzobispo Arsenije I fueron trasladadas al monasterio desde el Monasterio de Dovolja.  

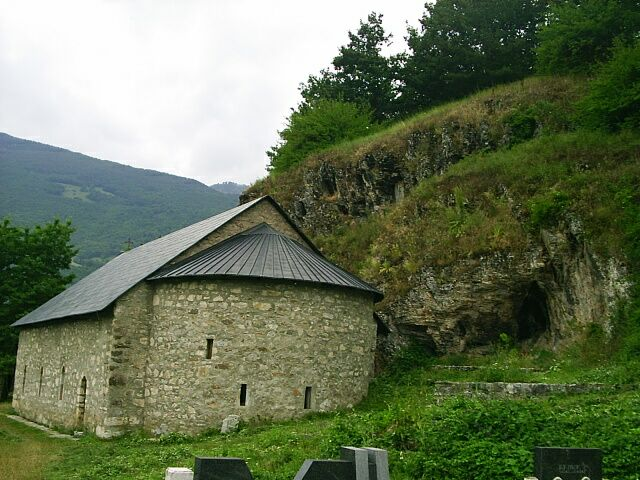

En 1749 la iglesia fue techada, y el monasterio revivió. Fue devastado por los otomanos en 1799, sin embargo, los monjes ya habían recuperado los objetos de valor y lo habían abandonado.  S. Kosanović ( Serbian Learned Society, 1871) escribió que "... hace 58 años [ca. 1813] la iglesia fue destruida cuando Omer Akn, un malhechor, vino con otros dos y aterrorizó y extorsionó a los hegumen".  El monasterio fue restaurado por hieromonk Makarije de Vraćevšnica , con la ayuda de Jovan Savić y el sacerdote Vid, en 1833. Sin embargo, el mismo año, turcos de Kolašin atacó el monasterio y "dispersa el [monástica] hermandad", y la iglesia fue renovado sólo en 1866, cuando archimandrite Mihailo Dozic -Medenica (1848-1914) fue enviado como administrador.
Se convirtió en el "centro de la vida política y espiritual y las aspiraciones de libertad en la amplia área de Potarje",
Dožić también estableció una escuela que funcionaba en secreto en el monasterio, la primera escuela en el valle de Tara; este fue un paso muy significativo hacia el despertar nacional allí y en las regiones circundantes. La escuela se trasladó temporalmente a la cueva cercana durante los ataques otomanos. Dožić también organizó un batallón insurgente en la región, activo entre 1875 y 1878 (durante la Guerra montenegrina-otomanan (1876-78. Los otomanos hicieron vaciar el monasterio y los barrios se quemaron en 1877.
El monasterio fue remozado en 1905.
Después de la primera guerra de los Balcanes, la región fue liberada y se convirtió en parte del Reino de Montenegro. Durante la Primera Guerra Mundial, el ejército montenegrino derrotó totalmente al ejército austrohúngaro numéricamente más fuerte en la batalla de Mojkovac .

## Otras lecturas
- Šekularac, Božidar (1988). Dobrilovina i Dobrilovinski Katastik.
- Ćorović, Vladimir (1934). Manastir Dobrilovina. pp. 165-177.
- Corovic, Prilog historiji manastira Dobrilovine (Contribution à l'histoire du monastère de Dobrilovina), Bulletin de la Soc. científico

- Datos: Q12754832
- Multimedia: Dobrilovina monastery / Q12754832